# Шишиморово (Новгородская область)
Шиши́морово — деревня в Старорусском районе Новгородской области, входит в Наговское сельское поселение, до весны 2010 года входило в упразднённое Большевороновское сельское поселение.
Расположена в 6 км от южного берега озера Ильмень между речками Витка и Учонка. Ближайшие населённые пункты: деревни Вересково и Лукино.
Значительная часть домов заброшена,постоянное население медленно уменьшается.
Во времена СССР в деревне присутствовал колхоз, который позже был заброшен (стоит на западном конце деревни) по причине нехватки рабочих рук.

## История
В годы Великой Отечественной войны у деревни проходили ожесточённые бои советских солдат с немецко-фашистскими оккупантами. Здесь 6 марта 1942 года погиб и был похоронен известный шахматист Сергей Белавенец, поисковики находят новые солдатские захоронения
На картах времён Великой Отечественной Войны деревня обозначается как Шишимка
Дата переименованя неизвестна.

## Население
| 2010 |
| ---- |
| 45   |

## Транспорт
В 4 км к югу от Шишиморова проходит автодорога Р51 Шимск — Старая Русса.
На западном краю деревни стоит автобусная остановка. Ранее Автобусы ходили в деревню 3 раза в день и везли в конечном итоге до районного центра Старая Русса.
Позже количество рейсов стало сокращятся пока в конечном итоге в 2010 г. Автобусный маршрут из-за нехватки пассажиров не преостановил своё действие .
Сейчас остановка используется как место для отдыха и сохраняет свой приемлемый облик.